# Dự báo tình yêu và thời tiết
Dự báo tình yêu và thời tiết (tiếng Hàn: 기상청 사람들: 사내연애 잔혹사 편; Romaja: Gisangcheong Saramdeul: Sanaeyeonae Janhoksa Pyeon) là một bộ phim truyền hình Hàn Quốc do Cha Young-hoon đạo diễn và có sự tham gia diễn xuất của Park Min-young, Song Kang, Yoon Park và Yura.  Phim xoay quanh câu chuyện tình yêu của những người làm việc trong Cục Khí tượng Hàn Quốc, và cuộc sống hàng ngày của họ trong văn phòng. Phim dự kiến khởi chiếu trên đài JTBC vào ngày 12 tháng 2 năm 2022 vào thứ bảy và chủ nhật hàng tuần lúc 22:30 (KST). Phim cũng được phát trực tuyến thông qua nền tảng Netflix.

## Dàn diễn viên

### Vai chính
- Park Min-young trong vai Jin Ha-kyung, dự báo viên của nhánh 2 Cục Khí tượng Hàn Quốc (KMA).[6]
- Song Kang trong vai Lee Shi-woo, phụ trách Phòng báo cáo đặc biệt 2 của KMA.[7]
- Yoon Park trong vai Han Ki-joon, phát ngôn viên của KMA.[8]
- Yura trong vai Chae Yoo-jin, phóng viên thời tiết của một tờ nhật báo.[9]

### Vai phụ
- Kim Mi-kyung trong vai mẹ của Jin Ha-kyung[10]
- Bae Myung-jin[11]
- Moon Tae-yu trong vai Shin Seok-ho[12]
- Lee Tae-gum[13]
- Yu Ji-in
- Kwon Hae-hyo trong vai Ko Bong-chan, giám đốc dự báo.[14]
- Lee Seong-Wook trong vai Eom Dong-han [14]
- Yoon Sa-bong trong vai Oh Myung-joo, trưởng nhóm Phân tích số 2 của Cục Khí tượng Hàn Quốc. Cô là một người mẹ của ba người con trai. Sau khi kết hôn, cô được nghỉ chăm sóc bố mẹ nhiều hơn những ngày cô làm việc để dưỡng thai và sinh con sau khi kết hôn.[15]
- Chae Seo-eun trong vai Kim Soo-jin, dự báo viên ngắn hạn và đã trở thành một công chức với điểm số xuất sắc.[16]

## Sản xuất
Vào tháng 3 năm 2021, một thông cáo cho biết Cha Young-hoon sẽ đạo diễn loạt phim của nhóm sáng tạo Gline do nhà văn Kang Eun-kyung đứng đầu. Trong cùng thời gian, Park Min-young và Song Kang đang cân nhắc tham gia bộ phim này. Tháng 5 năm 2021, Yura và Yoon Park xác nhận tham gia. Kim Mi-kyung và Park Min-young được xác nhận đóng vai mẹ và con gái, đây là lần hợp tác thứ tư của họ tư cách là mẹ con, những lần trước là trong Running, Sungkyunkwan Scandal, Bí mật nàng fangirl và Healer.
Ngày 19 tháng 10 năm 2021, Park Min-young đăng ảnh từ phim trường.

## Nhạc phim

### Phần 1
| Phát hành 20 tháng 2, 2022 | Phát hành 20 tháng 2, 2022 | Phát hành 20 tháng 2, 2022 | Phát hành 20 tháng 2, 2022 | Phát hành 20 tháng 2, 2022 | Phát hành 20 tháng 2, 2022 |
| STT                        | Nhan đề                    | Phổ lời                    | Phổ nhạc                   | Ca sĩ                      | Thời lượng                 |
| -------------------------- | -------------------------- | -------------------------- | -------------------------- | -------------------------- | -------------------------- |
| 1.                         | "Melting" (사르르쿵)       | CHEEZE                     | CHEEZE, Midnight           | CHEEZE                     | 3:06                       |
| 2.                         | "Melting" (inst.)          |                            |                            |                            | 3:06                       |
| Tổng thời lượng:           | Tổng thời lượng:           | Tổng thời lượng:           | Tổng thời lượng:           | Tổng thời lượng:           | 6:12                       |

### Phần 2
| Phát hành 27 tháng 2, 2022 | Phát hành 27 tháng 2, 2022  | Phát hành 27 tháng 2, 2022 | Phát hành 27 tháng 2, 2022 | Phát hành 27 tháng 2, 2022 | Phát hành 27 tháng 2, 2022 |
| STT                        | Nhan đề                     | Phổ lời                    | Phổ nhạc                   | Ca sĩ                      | Thời lượng                 |
| -------------------------- | --------------------------- | -------------------------- | -------------------------- | -------------------------- | -------------------------- |
| 1.                         | "Mind Warning" (마음주의보) | Gaemi Yoda                 | Kim Se-jin                 | Onew                       | 3:49                       |
| 2.                         | "Mind Warning" (Inst.)      |                            | Kim Se-jin                 |                            | 3:49                       |
| Tổng thời lượng:           | Tổng thời lượng:            | Tổng thời lượng:           | Tổng thời lượng:           | Tổng thời lượng:           | 7:39                       |

### Phần 3
| Phát hành 6 tháng 3, 2022 | Phát hành 6 tháng 3, 2022 | Phát hành 6 tháng 3, 2022 | Phát hành 6 tháng 3, 2022 | Phát hành 6 tháng 3, 2022 | Phát hành 6 tháng 3, 2022 |
| STT                       | Nhan đề                   | Phổ lời                   | Phổ nhạc                  | Ca sĩ                     | Thời lượng                |
| ------------------------- | ------------------------- | ------------------------- | ------------------------- | ------------------------- | ------------------------- |
| 1.                        | "Promise You"             | Ant Midnight              | Ant                       | Kyuhyun                   | 4:11                      |
| 2.                        | "Promise You" (Inst.)     |                           | Ant                       |                           | 4:11                      |
| Tổng thời lượng:          | Tổng thời lượng:          | Tổng thời lượng:          | Tổng thời lượng:          | Tổng thời lượng:          | 8:22                      |

### Phần 4
| Phát hành 12 tháng 3, 2022 | Phát hành 12 tháng 3, 2022                   | Phát hành 12 tháng 3, 2022 | Phát hành 12 tháng 3, 2022 | Phát hành 12 tháng 3, 2022 | Phát hành 12 tháng 3, 2022 |
| STT                        | Nhan đề                                      | Phổ lời                    | Phổ nhạc                   | Ca sĩ                      | Thời lượng                 |
| -------------------------- | -------------------------------------------- | -------------------------- | -------------------------- | -------------------------- | -------------------------- |
| 1.                         | "Something Precious" (사소중한 게 생겼나 봐) | Yang Jae-sun               | Abe Song Glody Raid        | Rothy                      | 3:29                       |
| 2.                         | "Something Precious" (Inst.)                 |                            | Abe Song Glody Raid        |                            | 3:29                       |
| Tổng thời lượng:           | Tổng thời lượng:                             | Tổng thời lượng:           | Tổng thời lượng:           | Tổng thời lượng:           | 6:58                       |

### Phần 5
| Phát hành 13 tháng 3, 2022 | Phát hành 13 tháng 3, 2022                    | Phát hành 13 tháng 3, 2022 | Phát hành 13 tháng 3, 2022 | Phát hành 13 tháng 3, 2022 | Phát hành 13 tháng 3, 2022 |
| STT                        | Nhan đề                                       | Phổ lời                    | Phổ nhạc                   | Ca sĩ                      | Thời lượng                 |
| -------------------------- | --------------------------------------------- | -------------------------- | -------------------------- | -------------------------- | -------------------------- |
| 1.                         | "The Day You were Falling" (니가 내리는 날에) | Gaemi Midnight             | Gaemi                      | John Park                  | 4:24                       |
| 2.                         | "The Day You were Falling"                    |                            | Gaemi                      |                            | 4:24                       |
| Tổng thời lượng:           | Tổng thời lượng:                              | Tổng thời lượng:           | Tổng thời lượng:           | Tổng thời lượng:           | 8:48                       |

### Phần 6
| Phát hành 19 tháng 3, 2022 | Phát hành 19 tháng 3, 2022                     | Phát hành 19 tháng 3, 2022 | Phát hành 19 tháng 3, 2022 | Phát hành 19 tháng 3, 2022 | Phát hành 19 tháng 3, 2022 |
| STT                        | Nhan đề                                        | Phổ lời                    | Phổ nhạc                   | Ca sĩ                      | Thời lượng                 |
| -------------------------- | ---------------------------------------------- | -------------------------- | -------------------------- | -------------------------- | -------------------------- |
| 1.                         | "I Love You This Much" (이만큼 난 너를 사랑해) | Gadle Gat                  | Gat                        | Punch                      | 3:42                       |
| 2.                         | "I Love You This Much" (Inst.)                 |                            | Gat                        |                            | 3:42                       |
| Tổng thời lượng:           | Tổng thời lượng:                               | Tổng thời lượng:           | Tổng thời lượng:           | Tổng thời lượng:           | 7:24                       |

### Phần 7
| Phát hành 20 tháng 3, 2022 | Phát hành 20 tháng 3, 2022                        | Phát hành 20 tháng 3, 2022 | Phát hành 20 tháng 3, 2022 | Phát hành 20 tháng 3, 2022 | Phát hành 20 tháng 3, 2022 |
| STT                        | Nhan đề                                           | Phổ lời                    | Phổ nhạc                   | Ca sĩ                      | Thời lượng                 |
| -------------------------- | ------------------------------------------------- | -------------------------- | -------------------------- | -------------------------- | -------------------------- |
| 1.                         | "Even If It Hurts A Little More" (조금 더 아파도) | Gadle Gat                  | Gat, Midnight              | Kim Na-young               | 3:56                       |
| 2.                         | "Even If It Hurts A Little More" (Inst.)          |                            | Gat, Midnight              |                            | 3:56                       |
| Tổng thời lượng:           | Tổng thời lượng:                                  | Tổng thời lượng:           | Tổng thời lượng:           | Tổng thời lượng:           | 7:52                       |

### Phần 8
| Phát hành 27 tháng 3, 2022 | Phát hành 27 tháng 3, 2022    | Phát hành 27 tháng 3, 2022 | Phát hành 27 tháng 3, 2022 | Phát hành 27 tháng 3, 2022 | Phát hành 27 tháng 3, 2022 |
| STT                        | Nhan đề                       | Phổ lời                    | Phổ nhạc                   | Ca sĩ                      | Thời lượng                 |
| -------------------------- | ----------------------------- | -------------------------- | -------------------------- | -------------------------- | -------------------------- |
| 1.                         | "Abnormal Climate" (이상기후) | Giriboy                    | Giriboy Basecamp           | Giriboy                    | 4:06                       |
| 2.                         | "Abnormal Climate" (Inst.)    |                            | Giriboy Basecamp           |                            | 4:06                       |
| Tổng thời lượng:           | Tổng thời lượng:              | Tổng thời lượng:           | Tổng thời lượng:           | Tổng thời lượng:           | 8:12                       |

### Phần 9
| Phát hành 2 tháng 4, 2022 | Phát hành 2 tháng 4, 2022 | Phát hành 2 tháng 4, 2022 | Phát hành 2 tháng 4, 2022                     | Phát hành 2 tháng 4, 2022 | Phát hành 2 tháng 4, 2022 |
| STT                       | Nhan đề                   | Phổ lời                   | Phổ nhạc                                      | Ca sĩ                     | Thời lượng                |
| ------------------------- | ------------------------- | ------------------------- | --------------------------------------------- | ------------------------- | ------------------------- |
| 1.                        | "Open Your Heart"         | Heo Seong-jin             | Heo Seong-jin Maria Marcus Louise Frick Sveen | Lyn                       | 3:45                      |
| 2.                        | "Open Your Heart" (Inst.) |                           | Heo Seong-jin Maria Marcus Louise Frick Sveen |                           | 3:45                      |
| Tổng thời lượng:          | Tổng thời lượng:          | Tổng thời lượng:          | Tổng thời lượng:                              | Tổng thời lượng:          | 7:30                      |

## Tỷ suất người xem
| Mùa | Mùa | Số tập | Số tập | Số tập | Số tập | Số tập | Số tập | Số tập | Số tập | Số tập | Số tập | Số tập | Số tập | Số tập | Số tập | Số tập | Số tập | Trung bình |
| Mùa | Mùa | 1      | 2      | 3      | 4      | 5      | 6      | 7      | 8      | 9      | 10     | 11     | 12     | 13     | 14     | 15     | 16     | Trung bình |
| --- | --- | ------ | ------ | ------ | ------ | ------ | ------ | ------ | ------ | ------ | ------ | ------ | ------ | ------ | ------ | ------ | ------ | ---------- |
|     | 1   | 1.103  | 1.306  | 1.692  | 1.812  | 1.406  | 1.615  | 1.677  | 1.785  | 1.503  | 1.844  | 1.747  | 1.799  | 1.718  | 1.634  | 1.315  | 1.627  | TBD        |

| Tập | Ngày phát sóng   | Tựa đề                   | Tỷ lệ người xem trung bình (Nielsen Korea) | Tỷ lệ người xem trung bình (Nielsen Korea) |
| Tập | Ngày phát sóng   | Tựa đề                   | Toàn quốc                                  | Seoul                                      |
| --- | ---------------- | ------------------------ | ------------------------------------------ | ------------------------------------------ |
| 1 | 12 tháng 2, 2022 | Tín hiệu (Signal)        | 4,514%                                     | 5,557%                                     |
| 2 | 13 tháng 2, 2022 | Nhiệt độ cơ thể cảm nhận | 5,455%                                     | 5,998%                                     |
| 3 | 19 tháng 2, 2022 | Giao mùa                 | 6,787%                                     | 7,342%                                     |
| 4 | 20 tháng 2, 2022 | Tầm nhìn xa              | 7,849%                                     | 9,046%                                     |
| 5 | 26 tháng 2, 2022 | Mưa to theo vùng         | 6,103%                                     | 7,333%                                     |
| 6 | 27 tháng 2, 2022 | Hiện tượng đảo nhiệt     | 7,007%                                     | 8,120%                                     |
| 7 | 5 tháng 3, 2022  | Cảnh báo Ozone           | 6,448%                                     | 7,401%                                     |
| 8 | 6 tháng 3, 2022  | Chỉ số khó chịu          | 7,514%                                     | 8,723%                                     |
| 9 | 12 tháng 3, 2022 | Changma (mùa mưa) khô    | 6,421%                                     | 7,236%                                     |
| 10 | 13 tháng 3, 2022 | Đêm nhiệt đới            | 7,555%                                     | 8,805%                                     |
| 11 | 19 tháng 3, 2022 | 1℃                       | 7,232%                                     | 8,473%                                     |
| 12 | 20 tháng 3, 2022 | Vùng biến thiên          | 7,618%                                     | 8,521%                                     |
| 13 | 26 tháng 3, 2022 | Kịch bản 1, 2, 3         | 7,068%                                     | 8,203%                                     |
| 14 | 27 tháng 3, 2022 | Xoáy nghịch di động      | 6,828%                                     | 7,578%                                     |
| 15 | 2 tháng 4, 2022  | Hoà hợp                  | 5,650%                                     | 6,113%                                     |
| 16 | 3 tháng 4, 2022  | Câu trả lời của ngày mai | 7,344%                                     | 8,316%                                     |
| Trung bình | Trung bình       | Trung bình               | 6,712%                                     | 7,673%                                     |
| - Trong bảng trên, số màu xanh chỉ tỷ suất người xem thấp nhất, số màu đỏ chỉ tỷ suất người xem cao nhất. - Bộ phim được phát sóng trên kênh truyền hình cáp/trả phí nên có lượng người xem thấp hơn các kênh truyền hình công cộng (KBS, SBS, MBC, EBS). |                  |                          |                                            |                                            |